# Sonia Catalina Mercado Gallegos
Sonia Catalina Mercado Gallegos (Victoria de Durango, 23 de octubre de 1968) es una política mexicana, miembro del Partido Revolucionario Institucional.

## Biografía
Nacida el 23 de octubre de 1968 en Victoria de Durango, fue criada por sus padres Juan Mercado, quien fue dirigente de la CTM y su madre Isabel Gallegos, junto a sus 7 hermanos, María Mayela, Juana Alicia, María Isabel, Juan Pedro y Susana Alicia. Katy Mercado es madre soltera. Tiene una hija, llamada Ximena de 12 años de edad.
Realizó sus estudios de secundaria Escuela Secundaria Técnica #1 y los estudios de preparatoria en el Colegio de Ciencias y Humanidades (CCH). Desde muy joven se interesó por la política, es licenciada en administración de empresas por la FECA, dónde se convirtió en la primera, y hasta la fecha, única mujer presidenta de la Sociedad de Alumnos. A partir de esta experiencia se empezó a involucrar cada vez más en la política. Pertenece al Sindicato de Profesionistas al Servicio de la CTM. Fue secretaria de Organización del Sindicato de Choferes y Trabajadores.
Desempeñó el cargo diputada local en la LXIV Legislatura del Congreso de Durango y ha sido regidora de la capital duranguense en dos ocasiones, la primera en 2004-2007 con Jorge Herrera Delgado y la segunda en 2010-2012 con Adán Soria, donde pidió licencia para ser diputada federal por el primer distrito en la LXII Legislatura, en el periodo de 2012-2015.
Participó como Directora Municipal de Desarrollo Social y Humano en el equipo de  Esteban Villegas en 2015.